# Nagy Lajos (tanító, 1867–1929)
Nagy Lajos (Perbete, 1867. január 20. – Nagykanizsa, 1929. július 13.) református tanító, lapszerkesztő.

## Élete
Nagy Mihály és Nyirő Zsuzsanna fiaként született. Tanult Pozsonyban, majd a pápai református kollégiumban, ahol az algimnázium végeztével a tanítóképző intézetbe iratkozott be. Azonban szüleinek időközben történt elszegényedése miatt a képzőt el kellett hagynia és több évig segédtanítóskodott a komáromi református egyház területén: Csúzon, Deákiban, Madaron és Zsigárdon. 1890-ben tanítói oklevelét megszerezte, azután Csehibe (Komárom megye) a református iskolához választották meg rendes tanítónak, ahonnét a közoktatási minisztérium az 1896-ban Magyarrégen (Maros-Torda megye) községben szervezett iskolához kinevezte. 1906-tól a nagykanizsai állami iskolánál tanított, itt saját kérelmére nyugdíjazták 1922-ben. 1892-ben vette feleségül Stetter Borbálát.
Tagja volt az Országos Gárdonyi Irodalmi Társaságnak, a Nagykanizsai Zrínyi Irodalmi és Művészeti Körnek és kaposvári székhelyű Berzsenyi Társaságnak. Amikor ezen társaság 1926. szeptember 12-én Niklán országos emléktábla leleplezési ünnepséget rendezett, saját ódáját szavalta el nagy tetszést aratva vele.
Tárcacikkeket, társadalmi, tanügyi, humorisztikus cikkeket és költeményeket írt a Komárommegyei Közlönybe, majd az Érsekujvár és a Budapest hozott tőle gyakran dolgozatokat; 1897-től a marosvásárhelyi Székely Lapokba írt, melynek huzamos ideig belmunkatársa is volt; állandó munkatársa a Székely Tanügynek és Református Tanítók Lapjának; írt még a következő lapokba: Komáromi Lapok, Barsi Ellenőr, Székesfehérvár és Vidéke, Székelység, Néptanítók Lapja, Tanügy, Magyar Szó, Székely-Udvarhely, Csiki Lapok és Képes Családi Lapok, mely cikkek összegyűjtve 7-8 kötetet tennének ki. A Lázas napokból és Nehéz órákban című kötetei fia, Nagy Győző verseit is közölték.
Alapította és szerkesztette a Régenvidék című hetilapot 1899. február 1-től június 1-ig Szászrégenben és az ugyanott megjelenő Marosvölgy felelős szerkesztője volt 1902. augusztus 15-től 1903. január 20-ig.

## Munkái
- Mult idők. Érsekújvár, 1893. / Marosvásárhely, 1894.
- Versek. Marosvásárhely, 1900.
- Ujabb versek. Marosvásárhely, 1902.
- Lázas napokból. Nagykanizsa, 1915.
- Nehéz órákban. Nagykanizsa, 1919.
- Könnyek. Nagykanizsa, 1926.

## Álnevei és jegyei
Sirály Lajos, Csehi Püspök, -gy -s és §.